# Pedro Henrique Dias de Amorim
Pedro Henrique Dias de Amorim (* 23. September 1992 in Manaus), auch bekannt als Pedrão oder Pedro Dias, ist ein brasilianischer Fußballspieler.

## Karriere
Seinen ersten Vertrag unterschrieb Pedrão 2011 bei Nacional FC (AM) in seinem Geburtsort Manaus. Über die brasilianischen Stationen São Raimundo EC (AM), Oeste FC, Campinense Clube, ACD Potiguar und CA Itapemirim wechselte er 2017 nach Südafrika. Hier schloss er sich dem Highlands Park FC aus Johannesburg an. Mitte August 2017 verließ er den Verein. Wo er in der Zeit von Mitte August bis Ende 2018 spielte, ist unbekannt. 2019 ging er nach Malaysia. Sarawak FA aus Sarawak nahm ihn für ein Jahr unter Vertrag. Mit dem Club absolvierte er fünf Spiele in der zweiten Liga, der Malaysia Premier League. Nach Ende der Vertragslaufzeit wechselte er zur Saison 2020 nach Thailand. In Nakhon Pathom unterschrieb er einen Vertrag beim Zweitligaaufsteiger Nakhon Pathom United FC. Für den Verein absolvierte er bis Mitte 2020 drei Zweitligaspiele. Von Juli 2020 bis Ende 2020 war er vertrags- und vereinslos. Ende Dezember 2020 verpflichtete ihn der ebenfalls in der zweiten Liga spielende Khon Kaen FC aus Khon Kaen. Für Khon Kaen absolvierte er sieben Zweitligaspiele. Zu Beginn der Saison 2021/22 schloss er sich dem Drittligisten Sisaket United FC. Der Verein aus Sisaket spielte in der North/Eastern Region der dritten Liga. Zur Rückrunde wechselte er zum Ligakonkurrenten Mahasarakham FC nach Maha Sarakham. Im Sommer 2022 nahm ihn der Drittligaaufsteiger Samut Sakhon City FC aus Samut Sakhon unter Vertrag. Mit Samut spielt er in der Bangkok Metropolitan Region der Liga. Für den Aufsteiger bestritt er sieben Drittligaspiele. Nach der Hinrunde wechselte er im Januar 2023 nach Singapur, wo er einen Vertrag beim Erstligisten Tanjong Pagar United unterschrieb.

## Erfolge
Nacional FC
- Campeonato Amazonense: 2014

Campinense Clube
- Campeonato Paraibano: 2015